# 음력 4월 1일
음력 4월 1일은 음력 4월의 첫 번째 날이다.

## 사건
- 189년 - 백제에서 일식 발생.

## 문화
- 1984년 - 대한민국 과천시 서울대공원 개원.

## 탄생
- 1922년 - 대한민국의 기업인 이동찬.
- 1970년 - 대한민국의 배우 김호진.
- 1983년 - 대한민국의 가수 영탁.

## 같이 보기
- 음력 360일: 1월 2월 3월 4월 5월 6월 7월 8월 9월 10월 11월 12월
- 전날:3월 30일 다음날:4월 2일 - 전달:3월 1일 다음달:5월 1일
- 양력:4월 1일
- 음력, 윤달